# Phalacrus maximus
Phalacrus maximus is een keversoort uit de familie glanzende bloemkevers (Phalacridae). De wetenschappelijke naam van de soort werd in 1852 gepubliceerd door Léon Marc Herminie Fairmaire.